# نیس (امیلند)
نیس (به هلندی: Nes) یک منطقهٔ مسکونی در هلند است که در امیلند واقع شده‌است. نیس ۱٬۱۵۵ نفر جمعیت دارد.